# Prince Mumba
Prince Mumba (Solwezi, 24 marzo 2001) è un calciatore zambiano, centrocampista del Kabwe Warriors e della nazionale zambiana.

## Carriera

### Club
Comincia la sua carriera in patria nel Kabwe Warriors. Il 28 luglio 2022 viene ceduto in prestito ai croati dell'Istria 1961.

### Nazionale
Il 6 maggio 2021 ha esordito con la nazionale zambiana, disputando l'amichevole persa per 3-1 contro il Senegal.

## Statistiche

### Presenze e reti nei club
Statistiche aggiornate al 20 settembre 2022.
| Stagione        | Squadra         | Campionato      | Campionato | Campionato | Coppe nazionali | Coppe nazionali | Coppe nazionali | Coppe continentali | Coppe continentali | Coppe continentali | Altre coppe | Altre coppe | Altre coppe | Totale | Totale |
| Stagione        | Squadra         | Comp            | Pres       | Reti       | Comp            | Pres            | Reti            | Comp               | Pres               | Reti               | Comp        | Pres        | Reti        | Pres   | Reti   |
| --------------- | --------------- | --------------- | ---------- | ---------- | --------------- | --------------- | --------------- | ------------------ | ------------------ | ------------------ | ----------- | ----------- | ----------- | ------ | ------ |
| 2022-2023       | Istria 1961     | 1.HNL           | 5          | 0          | CC              | 0               | 0               |                    | -                  | -                  |             | -           | -           | 5      | 0      |
| Totale carriera | Totale carriera | Totale carriera | 5          | 0          |                 | 0               | 0               |                    | -                  | -                  |             | -           | -           | 5      | 0      |

### Cronologia presenze e reti in nazionale
| Cronologia completa delle presenze e delle reti in nazionale ― Zambia | Cronologia completa delle presenze e delle reti in nazionale ― Zambia | Cronologia completa delle presenze e delle reti in nazionale ― Zambia | Cronologia completa delle presenze e delle reti in nazionale ― Zambia | Cronologia completa delle presenze e delle reti in nazionale ― Zambia | Cronologia completa delle presenze e delle reti in nazionale ― Zambia | Cronologia completa delle presenze e delle reti in nazionale ― Zambia | Cronologia completa delle presenze e delle reti in nazionale ― Zambia |
| Data                                                                  | Città                                                                 | In casa                                                               | Risultato                                                             | Ospiti                                                                | Competizione                                                          | Reti                                                                  | Note                                                                  |
| --------------------------------------------------------------------- | --------------------------------------------------------------------- | --------------------------------------------------------------------- | --------------------------------------------------------------------- | --------------------------------------------------------------------- | --------------------------------------------------------------------- | --------------------------------------------------------------------- | --------------------------------------------------------------------- |
| 5-6-2021                                                              | Thiès                                                                 | Senegal                                                               | 3 – 1                                                                 | Zambia                                                                | Amichevole                                                            | -                                                                     | 46’                                                                   |
| 8-6-2021                                                              | Cotonou                                                               | Benin                                                                 | 2 – 2                                                                 | Zambia                                                                | Amichevole                                                            | -                                                                     | 46’                                                                   |
| 3-9-2021                                                              | Nouakchott                                                            | Mauritania                                                            | 1 – 2                                                                 | Zambia                                                                | Qual. Mondiali 2022                                                   | 1                                                                     | 16’ 74’                                                               |
| 7-9-2021                                                              | Ndola                                                                 | Zambia                                                                | 0 – 2                                                                 | Tunisia                                                               | Qual. Mondiali 2022                                                   | -                                                                     | 80’                                                                   |
| 7-10-2021                                                             | Malabo                                                                | Guinea Equatoriale                                                    | 2 – 0                                                                 | Zambia                                                                | Qual. Mondiali 2022                                                   | -                                                                     | 25’                                                                   |
| 18-3-2022                                                             | Baghdad                                                               | Iraq                                                                  | 3 – 1                                                                 | Zambia                                                                | Amichevole                                                            | -                                                                     |                                                                       |
| 25-3-2022                                                             | Aksu                                                                  | Rep. del Congo                                                        | 1 – 3                                                                 | Zambia                                                                | Amichevole                                                            | -                                                                     | 75’                                                                   |
| 27-3-2022                                                             | Aksu                                                                  | Zambia                                                                | 1 – 2                                                                 | Benin                                                                 | Amichevole                                                            | -                                                                     | 46’                                                                   |
| 3-6-2022                                                              | Yamoussoukro                                                          | Costa d'Avorio                                                        | 3 – 1                                                                 | Zambia                                                                | Qual. Coppa d'Africa 2023                                             | -                                                                     | 46’                                                                   |
| 12-7-2022                                                             | Durban                                                                | Zambia                                                                | 1 – 1 dts (5 - 4 dtr)                                                 | Botswana                                                              | Coppa COSAFA 2022 - Quarti di finale                                  | -                                                                     |                                                                       |
| 15-7-2022                                                             | Durban                                                                | Zambia                                                                | 4 – 3                                                                 | Senegal                                                               | Coppa COSAFA 2022 - Semifinale                                        | -                                                                     | 82’                                                                   |
| Totale                                                                |                                                                       | Presenze                                                              | 11                                                                    |                                                                       | Reti                                                                  | 1                                                                     |                                                                       |